# Blaine Lindgren
Harold Blaine Lindgren (ur. 26 czerwca 1939 w Salt Lake City w stanie Utah, zm. 5 października 2019 tamże) – amerykański lekkoatleta płotkarz, wicemistrz olimpijski z 1964.
Specjalizował się w biegu na 110 metrów przez płotki. Zwyciężył na tym dystansie podczas igrzysk panamerykańskich w 1963 w São Paulo przed innym Amerykaninem Willie Mayem.
Na igrzyskach olimpijskich w 1964 w Tokio zdobył srebrny medal w tej konkurencji, przegrywając jedynie ze swym rodakiem Hayesem Jonesem.
W 1962 zdobył mistrzostwo Wielkiej Brytanii (AAA) w biegach na 120 jardów przez płotki i 220 jardów przez płotki.
Ukończył studia na University of Utah.
Rekordy życiowe Lindgrena:
- bieg na 110 metrów przez płotki – 13,69 (21 czerwca 1963, Saint Louis)